# Ramiro de Lorca
Ramiro (o Remirro) de Lorca (o d'Orco) (Lorca, 1452 – Cesena, 26 dicembre 1502) è stato un mercenario spagnolo.
Fu capitano di ventura, attivo in Italia nella seconda metà del XV secolo e nei primi anni del XVI secolo, in particolare al soldo di Cesare Borgia. La sua figura è ricordata da Nicolò Machiavelli all'interno del Principe.

## Storia
Nato in Spagna nel 1452, probabilmente a Lorca, nella regione detta del Levante (corrispondente alla costa centrale della Spagna sul Mediterraneo), non è noto quando cominciò a prestare i propri servizi in Italia alla famiglia Borgia. Sappiamo però che quando il padre di Cesare Borgia venne eletto Papa con il nome di Alessandro VI, Ramiro era già al servizio di Cesare, e addirittura lo accompagnò in Francia come suo cameriere personale e fu testimone al suo matrimonio con Charlotte di Albret nel 1498.
Nel 1500 Cesare Borgia utilizzò il rifiuto dei signori della Romagna di rendere omaggio al Papa (suo padre), come una scusa per invadere le principali città della regione. Ramiro in particolare conquistò Cesena e Forlì. Giovanni Olivieri, vescovo di Isernia, fu nominato Signore di queste città, mentre lo stesso Ramiro venne nominato Governatore di Forlì e poi Cesena.
Nel 1501 venne nominato Governatore dell'intera regione che pacificò esercitando un potere violento, utilizzando torture e pubbliche esecuzioni. Allo stesso tempo promosse un importante programma di lavori pubblici nelle città della Romagna.
Il 29 gennaio 1502, a Faenza, un criminale che doveva essere impiccato fuggì e cercò rifugio all'interno di una Chiesa. Ramiro non esitò e costrinse il prete a consegnare il criminale, che venne addirittura impiccato dalla finestra della stessa Chiesa, violando la Santità di tale luogo.
La fortuna di Ramiro presso il Duca Valentino venne meno poco tempo dopo, nell'autunno del 1502. Una congiura per l'assassinio di Cesare Borgia venne scoperta e Ramiro, sebbene non coinvolto in tale congiura, venne arrestato il 22 dicembre 1502. Sotto tortura confessò di avere cercato di uccidere Cesare per poi presentarne la testa alle famiglie Orsini e Baglioni. In un processo sommario venne considerato colpevole di corruzione, tradimento e tirannia, venendo condannato alla morte per decapitazione.
Pochi giorni dopo, il 26 dicembre 1502 la condanna a morte venne eseguita nella piazza principale di Cesena, il suo corpo fu tagliato in due e la testa conficcata su un palo

## Remirro de Orco ne Il Principe di Machiavelli
Nicolò Machiavelli dedica a Remirro de Orco alcune pagine di una delle sue opere principali, Il Principe. L'uccisione di Ramiro secondo il Machiavelli venne utilizzata da Cesare Borgia come un modo per allontanarsi dalle violenze che aveva commesso nei confronti delle popolazioni della Romagna, violenze pur ordinate a Ramiro dallo stesso Duca Valentino, e in questo modo riconquistare la fiducia e il rispetto da parte di tali popolazioni.
L'immagine della storia di Remirro de Orco restituita dal Machiavelli è rimasta iconica dell'utilizzo del potere in modo cinico e spregiudicato .